# Beloglinskij rajon
Il Beloglinskij rajon (in russo Белоглинский район?) è un rajon del Kraj di Krasnodar, nella Russia europea.